# Biểu tình Iraq 2019
Các cuộc biểu tình ở Iraq năm 2019, còn có biệt danh là Cuộc cách mạng Tishreen  và Intifada Iraq năm 2019, là một loạt các cuộc biểu tình đang diễn ra bao gồm các cuộc biểu tình, tuần hành, biểu tình ngồi và bất tuân dân sự. Họ bắt đầu vào ngày 1 tháng 10 năm 2019, một ngày được các nhà hoạt động dân sự thiết lập trên phương tiện truyền thông xã hội, lan rộng khắp các tỉnh miền trung và miền nam Iraq, để phản đối 16 năm tham nhũng, thất nghiệp và các dịch vụ công không hiệu quả, trước khi họ leo thang kêu gọi lật đổ chính quyền và ngăn chặn sự can thiệp của Iran vào Iraq. Chính phủ Iraq đã bị cáo buộc sử dụng đạn, bắn tỉa, nước nóng và hơi cay chống lại người biểu tình. Các cuộc biểu tình đã dừng lại vào ngày 8 tháng 10 và được nối lại vào ngày 24 tháng 10. Thủ tướng Adil Abdul-Mahdi tuyên bố vào ngày 29 tháng 11 rằng ông sẽ từ chức. Theo BBC, họ kêu gọi chấm dứt hệ thống chính trị tồn tại kể từ cuộc xâm lược do Hoa Kỳ lãnh đạo đã lật đổ Saddam Hussein và đã bị đánh dấu bởi sự chia rẽ bè phái. Đây là tình trạng bất ổn lớn nhất kể từ khi chính quyền Saddam Hussein chấm dứt.